# 17173 Evgenyamosov
17173 Evgenyamosov este un asteroid din centura principală de asteroizi.

## Descriere
17173 Evgenyamosov este un asteroid din centura principală de asteroizi. A fost descoperit pe 7 septembrie 1999 la Socorro, New Mexico, în cadrul proiectului LINEAR. Asteroidul prezintă o orbită caracterizată de o semiaxă mare de 2,40 ua, o excentricitate de 0,15 și o înclinație de 0,8° în raport cu ecliptica.